# Доміношне королівство
Доміношне Королівство (англ. Kingdomino) — настільна гра 2016 року для 2-4 гравців, розроблена Бруно Катала та видана Blue Orange Games. У цій 15-20 хвилинній сімейній грі гравці будують королівство розміром п'ять на п'ять з великих плиток, схожих на доміно, переконуючись, що під час розміщення кожної плитки одна з її сторін з'єднується з відповідним типом місцевості, який вже є в грі. Гра була успішною серед критиків і отримала нагороду Spiel des Jahres у 2017 році, а також була продовжена кількома спін-оффами та розширеннями. 

## Ігровий процес
У грі гравці по черзі обирають плитки, схожі на доміно, та додають їх до своїх королівств. Як і в традиційному Доміно, кожна плитка має один або два різних кінці, на яких зображені різні ландшафти та, можливо, кілька корон. Вибір плитки з найбільшою кількістю корон дає гравцеві останній вибір у наступному раунді для вибору плитки, і навпаки — вибір найгіршої плитки зараз забезпечує перший вибір у наступному раунді.
Коли плитка розміщується поруч з іншими плитками того ж ландшафту, вони утворюють більшу ділянку. Кожне королівство не може бути більшим за сітку з ландшафтів 5x5. Гра закінчується, коли плитки закінчуються, і тоді кожна ділянка оцінюється на основі її розміру, помноженого на кількість корон на ній. Гравець з найбільшою кількістю очок у всіх своїх ділянках виграє.
Існує також варіант гри для двох гравців, який дозволяє гравцям утворювати більшу сітку з плиток 7x7.
Доміношне Королівство вважається оглядачами доступним входом у світ стратегічних настільних ігор, завдяки своїй тривалості гри 15–20 хвилин та знайомим ігровим механікам, які нагадують Доміно.

## Історія
Перша версія Доміношного Королівства була доступна лише для сімей у Французьких Альпах, які придбали тижневий абонемент у найближчому гірськолижному курорті.

## Відгуки
Доміношне Королівство отримала позитивні відгуки після свого випуску і виграла нагороду Spiel des Jahres за найкращу настільну гру року. У статті 2017 року The Guardian похвалив поєднання доступності та глибини стратегії, описуючи Доміношне Королівство як «найвизначнішу гру останніх 12 місяців». Сам Дезатофф з IGN також похвалив простоту правил, стратегію та залученість механіки вибору плиток, заявивши, що «кожен швидкий раунд перетворюється на гру розуму, як максимально збільшити кількість очок, які ви можете заробити зараз», але розкритикував «аналіз паралічу». Огляд у The Wirecutter похвалив веселість і залученість гри, але розкритикував інтерактивність та складність правил.

## Спін-оффи та розширення
У 2017 році Blue Orange Games випустила Queendomino, автономну настільну гру, яка використовувала ігровий процес з укладання плиток, подібний до оригіналу, але додала лицарів, драконів, королеву та будівлі для будівництва. Це було продовжено у 2018 році випуском Kingdomino Age of Giants, розширення для обох Доміношного Королівства та Queendomino. У 2019 році був випущений Kingdomino Duel як двогравецька версія гри з механікою roll and write. У 2021 році була випущена спрощена версія для дітей, Dragomino, яка отримала позитивні відгуки та виграла нагороду Kinderspiel des Jahres. Kingdomino Origins, сиквел на тему праісторії, був випущений у тому ж році та представив три модулі.